# Famille B61 (arme nucléaire)
Pour les articles homonymes, voir B61.

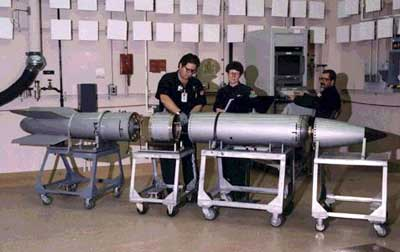
B61 en cours de démontage.

La famille B61 est une série de bombes nucléaires (bombes H ou bombe A) et d'ogives nucléaires américaines basée sur la bombe thermonucléaire B61.

## B61

### Premiers développements
La B61 a été développée au Los Alamos Scientific Laboratory (LASL), maintenant le Laboratoire national de Los Alamos, à partir de 1960. L'un des buts était de créer une bombe atomique aéroportée d'une puissance explosive d'au moins 100 kilotonnes qui puisse être logée sous l'aile d'un avion de combat sans lui imposer une trop forte traînée ou être larguée par un chasseur-bombardier. Il devait être possible de l'armer pour différentes missions : détonation dans les airs, largage par parachute avant détonation dans les airs, détonation au sol après une chute libre, détonation au sol après largage par parachute, etc.
Le projet a démarré en 1960 par un contrat demandant d'étudier les possibilités d'une telle arme. Le programme officiel de développement a été financé à partir de 1961. L'arme est désignée TX-61 (Test/Experimental) en 1963.
Les premiers modèles utilisaient le PBX-9404, basé sur le HMX, un explosif en poudre polymérisé. Les modèles plus récents utilisent du PBX-9502, un explosif à haute efficacité basé sur le TATB insensible au feu, aux chocs et aux impacts.

### Spécifications
Dimensions
La bombe pour avion B61 avait un diamètre 13.3 pouces (34 cm), une longueur de 141 pouces (360 cm) et pesait entre 695 et 715 livres selon le modèle. Ce poids inclut la coquille aérodynamique externe, un nez déformable en forme de cône, un compartiment à parachute dans la queue, des ailes stabilisatrices, etc. Le diamètre est celui de la bombe même, sans ailes.
Cœur nucléaire
L'appareil qui entoure le cœur de la B61 a probablement les mêmes dimensions que la W80, qui a un diamètre de 11,8 pouces (30 cm) et une longueur de 31,4 pouces (79,8 cm).
Certains experts dénoncent le coût prohibitif et l'inutilité du programme de modernisation de la B61 qui est, depuis les années 2000, la seule arme nucléaire tactique de l’arsenal des États-Unis.
Sa puissance est variable, allant de 0,3 kt (tactique) à plus de 100 kt (stratégique). Sa puissance maximale est de 340 kt.
Le nouveau modèle B61 12 a été classé selon ses caractéristiques comme tactique et stratégique,.

## W69
L'ogive W69 a été fabriquée au début des années 1970 pour être embarquée à bord du missile SRAM. La W69 avait un diamètre de 15 pouces, une longueur de 30 pouces et pesait 275 livres.
Sa puissance explosive se situait entre 170 et 200 kilotonnes.
1 500 ogives W69 furent produites.

## W73
L'ogive W73 a été fabriquée pour être embarquée à bord du missile air-sol Condor. Il n'y a pas de détails techniques disponibles, sauf qu'elle est dérivée de la B61.
Les programmes de la W73 et du missile Condor ont été annulés avant qu'ils n'entrent en service.

## W80
Deux variantes de la W80 furent embarquées à bord de missiles de croisière. Les deux avaient les mêmes dimensions et poids : 11,8 pouces de diamètre, 31,4 pouces de long et un poids de 290 livres.
W80-0
Le missile de croisière Tomahawk embarquait une ogive W80-0. Cette ogive utilisait du plutonium de haute qualité qui dégageait moins de radioactivité, dans le but de protéger l'équipage des sous-marins qui se trouvaient à proximité. À l'un de ses bouts, elle possédait un bouclier contre les radiations.
La puissance explosive de la W80-0 était variable : 5 kilotonnes ou entre 170 et 200 kilotonnes.
367 ogives W80-0 furent fabriquées.
W80-1
Les missiles de croisière ALCM et ACM embarquaient une variante de la W80 : la W80-1.
Elle avait une puissance explosive de 5 kilotonnes ou entre 150 et 170 kilotonnes.
1 750 ogives W80-1 furent fabriquées.

## W81
Les ogives W81 ont été conçues pour les missiles surface-air SM-2. Une version à fission améliorée fut proposée, mais la version finale avait seulement recours à la fission nucléaire. Ses dimensions sont inconnues.
Sa puissance explosive se serait située entre 2 et 4 kilotonnes.
La W81 n'a jamais été fabriquée.

## W84
La W84 a été conçue au Laboratoire national de Lawrence Livermore et embarquée à bord du missile Gryphon. Elle avait des dimensions légèrement supérieures à la W80, soit 13 pouces de diamètre et 34 pouces de long, et un poids de 388 livres, probablement pour la rendre plus facile à manipuler en zone de combats.
Entre 300 et 350 ogives W84 furent fabriquées. Elles sont dans l'inventaire des ogives inactives.

## W85
Embarquée à bord du missile Pershing II, la W85 avait un diamètre de 13 pouces et une longueur de 42 pouces. Elle pesait 880 livres.
Elle avait une puissance explosive allant de 5 à 80 kilotonnes.
120 ogives W85 furent fabriquées. Elles ont été recyclées en bombes B61 Mod 10 après la fin du programme Pershing II.

## W86
La W86 était prévue pour exploser sous terre. Son développement a été arrêté lorsque les cibles initialement prévues des missiles Pershing II furent modifiées.
Aucune ogive ne fut fabriquée.

## Galerie photographique

Variantes de la B61
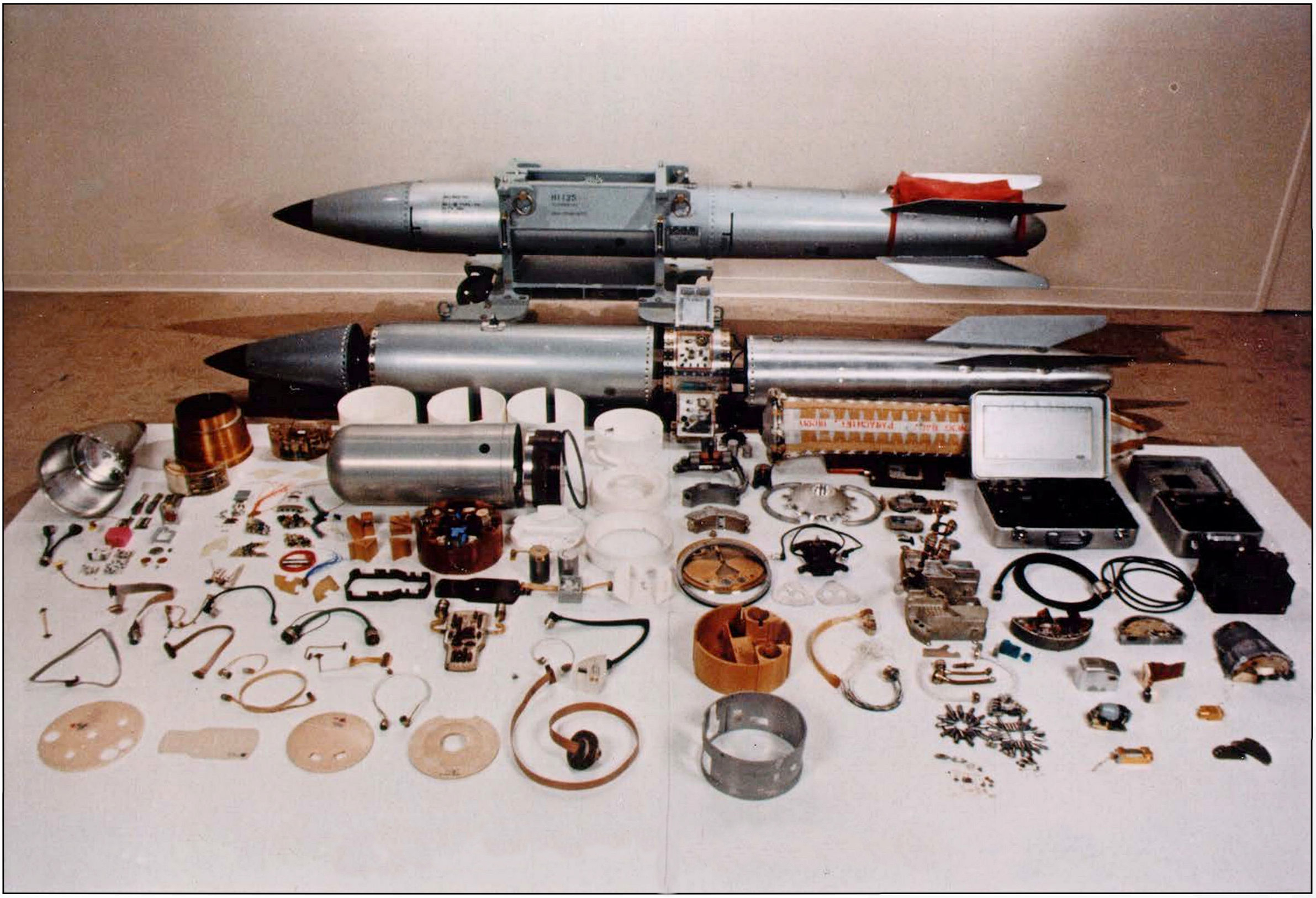
La B61, assemblée et désassemblée.
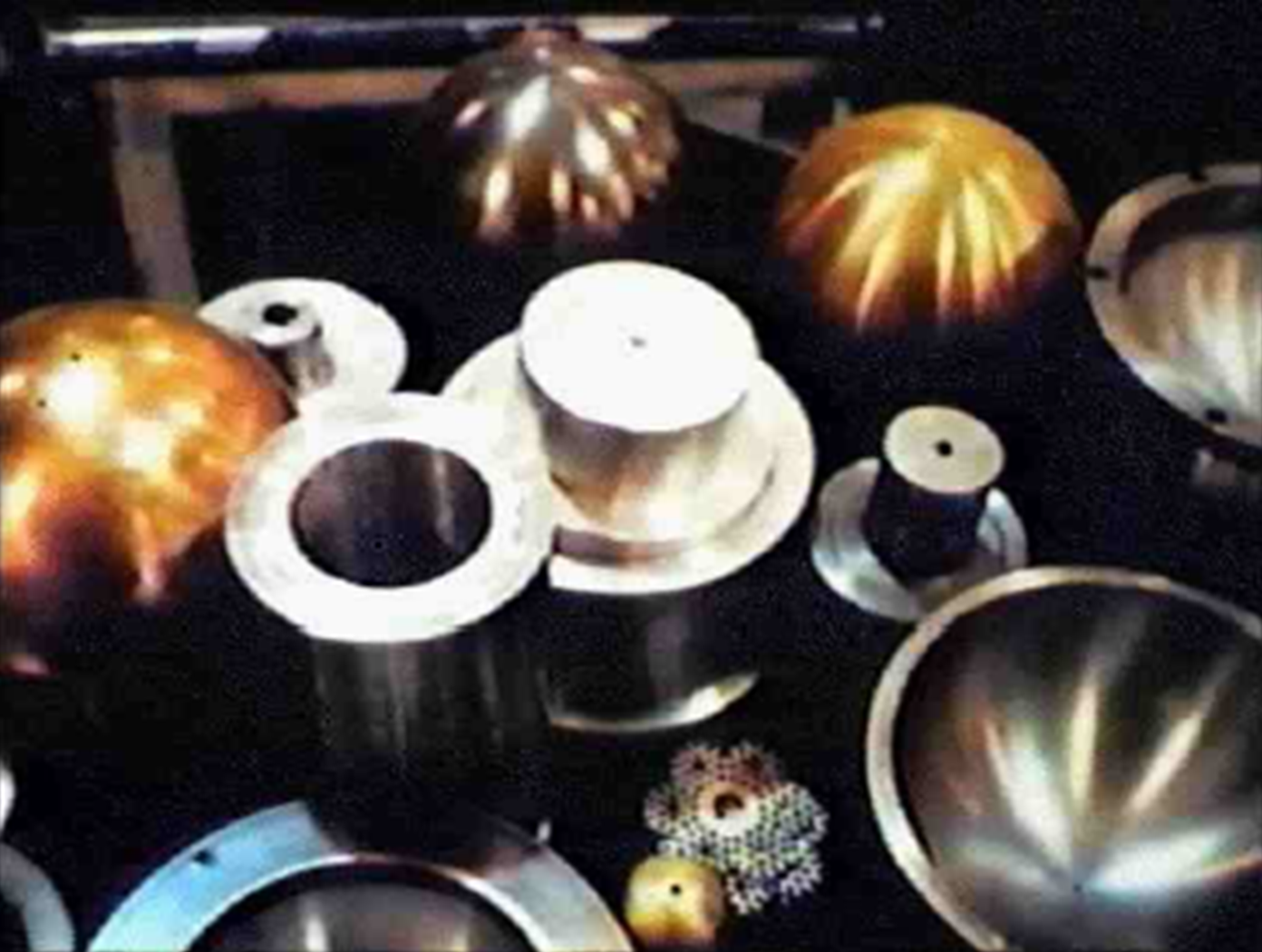
Les composantes internes de la bombe nucléaire B61.
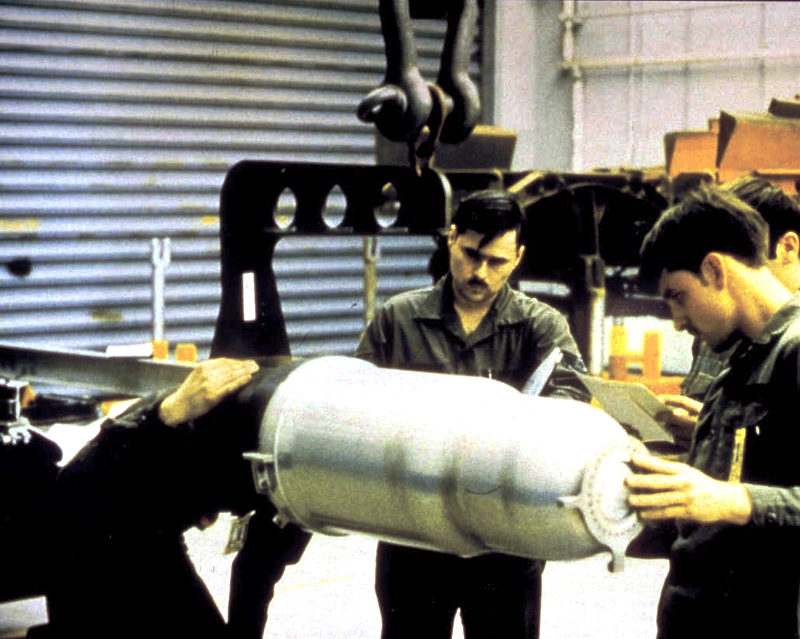
Une ogive W80-1.
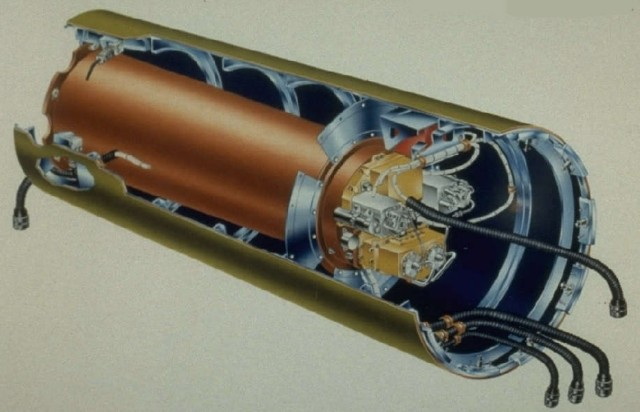
Un schéma publié par le DOE de l'ogive W85 embarquée à bord du missile Pershing II.